# Marquesado de Puerto Nuevo
El marquesado de Puerto Nuevo es un  creado por el rey Felipe V el 8 de marzo de 1746, con el vizcondado previo de Bellver, a favor de José Francisco de Alós y de Rius, regente de la Audiencia de Cataluña.

## Marqueses de Puerto Nuevo
|                            | Titular                                 | Periodo                    |
| Creado por el rey Felipe V | Creado por el rey Felipe V              | Creado por el rey Felipe V |
| -------------------------- | --------------------------------------- | -------------------------- |
| I                          | José Francisco de Alós y de Rius        | 1746-1757                  |
| II                         | José Ignacio de Alós y Soldevila        | 1760-                      |
| III                        | José Ignacio de Alós y Barrera          | ?-1823                     |
| IV                         | Ignacio Miguel de Sallés y de Alós      | 1825-1834                  |
| V                          | María de Manresa y de Sallés            | 1834-?                     |
| VI                         | Antonio de Alós y López de Haro         | 1878-1879                  |
| VII                        | Baltasar de Ferrer y Pujol de Senillosa | 1879-1932                  |
| VIII                       | Manuel Juncadella y Ferrer              | 1954-1991                  |
| IX                         | Enrique Juncadella y Ferrer             | 1992-2005                  |
| X                          | Enrique Juncadella y García             | 2006-actual titular        |

## Historia de los marqueses de Puerto Nuevo
- José Francisco de Alós y de Rius (Barcelona 1687-Madrid, 18 de septiembre de 1757), I marqués de Puerto Nuevo.[1] Era hijo de José de Alós y de Ferrer y de María Gracia de Rius y Falguera, y hermano de Antonio de Alós y de Rius, primer marqués de Alós.[2][3] Al igual que su padre y hermano, apoyó a Felipe V durante la Guerra de Sucesión, al término de la cual sirvió en la administración del rey. Fue  nombrado relator de la superintendencia de José Patiño en 1714, alcalde mayor del Corregimiento de Barcelona en 1718, y corregidor perpetuo en 1720. Presidió la Audiencia de Barcelona. En 1752 entró en la Academia de Buenas Letras de Barcelona, dándole un nuevo impulso.[3]

Casó en Barcelona, el25 de enero de 1722 con Liberata Soldevila y Daguí, hija de José de Soldevilla y Masdeu, notario de Barcelona, y de Teresa Daguí. Le sucedió su hijo único en 1760:
- José Ignacio de Alós y Soldevila (Barcelona, 1723-¿?), II marqués de Puerto Nuevo.[2]

Casó en 1744 con Josefa Barrera de Moya. Le sucedió su hijo primogénito:
- José Ignacio de Alós y Barrera (1768-1823), III marqués de Puerto Nuevo.[1]

Sin descendencia, en 25 de abril de 1825, le sucedió su sobrino, hijo de su hermana Liberata de Alós y Barrera:
- Ignacio Miguel de Sallés y de Alós (m. 9 de abril de 1834), IV marqués de Puerto Nuevo.[1]

Falleció al tiempo que su hijo impúber Felipe María. Le sucedió su sobrina, hija de su hermana Josefa de Sallés y Alós:
- María de Manresa y de Sales  (1799- ), V marquesa de Puerto Nuevo.[1]

Casó con Baltasar de Ferrer y de Parrella. En 1878, por rehabilitación, sucedió:
- Antonio de Alós y López de Haro, VI marqués de Puerto Nuevo.[1]

El 17 de febrero de 1879, sucedió, después de renunciar la rehabilitación:
- Baltasar de Ferrer y Pujol de Senillosa (1857-7 de noviembre de 1932), VII marqués de Puerto Nuevo,[1][4] hijo de Manuel de Ferrer y de Manresa y de su primera esposa, María Josefa Pujol de Senillosa y Vedruna.

Casó, en 1882, con María del Pilar de Sarriera y de Vilallonga. El 23 de abril de 1954, sucedió su nieto, hijo de Manuel Juncadella Robert y de Mercedes de Ferrer de Sarriera:
- Manuel Juncadella y Ferrer (1906-1991 ), IX marqués de Puerto Nuevo.[1][7]

Sin descendencia, el 21 de septiembre de 1992, sucedió su hermano:
- Enrique Juncadella y Ferrer (Barcelona, 1909-2005), X marqués de Puerto Nuevo.[1][8]

Casó con Francisca García Blasco. Le sucedió su hijo primogénito:
- Enrique Juncadella y García, XI marqués de Puerto Nuevo.[1][9]